# Sture Eskilsson
Sture Birger Eskilsson, född 18 mars 1930 i Kristinehamn, död 5 mars 2016, var en svensk ekonom och opinionsbildare. Han var informationsdirektör i Svenska Arbetsgivareföreningen (SAF) 1970–1990 och styrelseordförande i näringslivets tankesmedja Timbro 1978–1998. Han räknades som en av Sveriges främsta politiska strateger och anses ha bidragit till den högeromsvängning av svensk samhällsdebatt som skett sedan de vänsterradikala åren efter 1968.

## Biografi
Eskilsson anställdes 1957 i SAF som ekonom. År 1968 flyttade han till den nyinrättade avdelningen för samhällskontakt, där han fick styrelsens uppdrag att agera mot den tilltagande vänstervridningen och näringslivsfientligheten i opinionen. Han blev år 1970 informationsdirektör i SAF och lade året därefter fram en strategisk promemoria som blev känd som ”SAF:s hemliga PM” efter en förstasidesrubrik i Folket i Bilds premiärnummer från oktober 1971.
I promemorian utvecklade Eskilsson sin syn på den typ av kvalificerad opinionsbildning som SAF behövde utveckla för att kunna skapa en motvikt till den radikala vänstervinden som då blåste som starkast.
Eskilsson var övertygad om att det krävdes en djupare ideologisk och filosofisk debatt för kapitalism, företagsamhet och frihet. Han föreslog ett idéarbete som var något annat än reklamkampanjer och propaganda. Det handlade om seriös intellektuell verksamhet som varken kan kommenderas fram eller köpas genom tidningsannonser eller informationsbroschyrer. Det handlade om långsiktiga satsningar.
Opinionsbildningen, som 1968 hade varit en ny och lågprioriterad verksamhet för SAF, uppgraderades under 70-talet till en av de viktigare verksamheterna. 1976 blev första året då SAF förbehållslöst satsade på opinionsbildning och konfrontation. 
Ett viktigt strategiskt och långsiktigt verktyg blev tankesmedjan Timbro som startades 1978 och där Sture Eskilsson var styrelseordförande fram till 1998.
Eskilsson var år 2003 en av krafterna bakom den borgerliga satsningen Medborgare mot EMU. 